# عمار لاند للاستثمار
عمار لاند للاستثمار إحدى شركات التسويق والإستثمار العقاري في مصر، تأسست منذ عام 2008 على يد مجموعة من المستثمرين. ساهمت في تطوير مجموعة كبيرة من المشاريع السياحية في مرسى مطروح حيث قامت الشركة بتسويق وبناء مرحلتين في قرية بلو بيتش مطروح، وأخرى في منطقة التجمع الخامس ومدينة الشروق منذ عام 2008 حتي الآن.

## مشاريع الشركة
- المنطقة العاشرة، بمدينة نصر، في 2013.
- اللوتس الشمالية قطعة 108، بالتجمع الخامس.
- مدينة الشروق، المنطقة الخامسة، المجاورة الثانية، في 2014.

## وصلات خارجية
- موقع عمار لاند